# Mathieu Saïkaly
Mathieu Saïkaly, né le 8 mars 1993 et originaire de la banlieue sud de Paris, dans le Val-de-Marne, est un auteur-compositeur-interprete folk, Youtubeur et gagnant de la saison 10 de Nouvelle Star.

## Biographie
Issu d'une famille franco-libanaise, Mathieu passe la 1re partie de son enfance dans le Val-de-Marne, où il commence à pratiquer la guitare vers l'âge de neuf ans. Quelques années plus tard, il poursuit son apprentissage au Conservatoire.
En 2010, il ouvre sa chaîne YouTube MathPlup, chaîne qui comptabilise aujourd'hui près de 32 000 abonnés. 
Il gagne la Nouvelle Star en 2014, et signe avec Polydor avant de prendre une pause afin d'écrire son album.

### YouTube
Mathieu Saïkaly ouvre sa chaîne YouTube Mathpulp en 2010. Il y poste régulièrement des compositions, ainsi que des reprises. D'Elliot Smith à Barbara, en passant par Arctic Monkeys et la bande originale de Game of Thrones, il reprend de nombreux titres et séduit un auditoire.

### Nouvelle Star
En 2014, après avoir terminé ses études d'Anglais (LLCE), et s'être octroyé une pause afin de réfléchir à son avenir dans la musique[réf. nécessaire], des amis lui conseillent de tenter le casting de la Nouvelle Star. 
Il se lance, pensant passer quelques tours et faire connaître sa musique à un plus large public[réf. souhaitée]. Il devient contre toute attente l'un des chouchous des réseaux sociaux[réf. souhaitée], ainsi que d'André Manoukian, membre du jury, qui le surnomme « le Farfadet ». 
Le jeudi 20 février 2014, Mathieu Saïkaly remporte la Finale de l'émission et devient la Nouvelle Star 2014, face à Yseult Onguenet.

### Départ de chez Polydor
En 2016, il arrête de travailler avec Polydor pour créer son propre label, Double Oxalis.
C'est sous le nom de Saïkaly qu'il édite le 19 novembre 2018 son nouveau single, Jeux d’ombres , extrait de l'album Quatre murs blancs, paru le 18 octobre 2019.

## Les Garçons Manqués
Entre 2014 et 2016, Mathieu Saïkaly crée avec Nicolas Rey le duo « les Garçons Manqués ». Un spectacle de lecture musicale intitulé « Et vivre était sublime ». 
Nicolas Rey lit des textes, compositions ou textes d'autres auteurs, et Saïkaly illustre les textes avec ses reprises. Le duo fait des chroniques à la radio, sur France Inter, en parallèle de leur premier spectacle. Ils démarrent ensuite une tournée française jusque fin 2016. Début 2017, ils commencent leur deuxième spectacle, « Des nouvelles de L’Amour ».

## Cinéma
Mathieu Saïkaly joue le rôle de Samuel dans le film Jusqu'à la garde de Xavier Legrand en 2018, film récompensé entre autres à la Mostra de Venise ainsi qu’aux Césars.
En novembre de la même année, il joue le rôle de Stéphane Tillier, le demi-frère du procureur dans la série Munch, où il donne la réplique à Isabelle Nanty.

## Albums

### Mathieu Saïkaly(EP)
Saïkaly sort son premier EP le 9 mars 2015. Composé de 6 titres (deux en français, deux en anglais, une instrumentale et un duo) qu'il écrit et compose lui-même ; à l'exception de La Folie, coécrit avec Nicolas Rey. Parmi ces titres, son premier single : Cliché Cosmique, une mélodie pop-folk, qui passera à la radio tout l'été 2015[réf. souhaitée] et recevra des éloges du Huffington Post et de RFI. 

### A Million Particles
Moins d'un an plus tard, le 7 août 2015, il sort son premier album : A Million Particles. Dans cet album, 14 titres, certains en français, d'autres en anglais, et des instrumentaux. Les titres de l'EP sont présents à l'exception de l'instrumental et du duo avec Nicolas Rey. 
L'album reçoit des critiques positives, celle du Parisien notamment.

### Quatre murs blancs
Quatre ans de travail et de réflexion ont donné lieu à la sortie[réf. souhaitée] de son dernier album Quatre murs blancs le 18 octobre 2019 avec son label Double Oxalis. Une première partie exclusivement en français qui s'ensuit de six titres chantés en anglais.
Le premier clip de l’album, Jeux d’ombres sort le 20 novembre 2018 en exclusivité sur le magazine digital Tetu[pertinence contestée]. 